# Genocidio rohinyá
El genocidio rohinyá se refiere a la operación de limpieza étnica llevada a cabo por el ejército y la policía de Birmania, de mayoría budista, y por civiles budistas rakéin contra los musulmanes rohinyá en el estado de Rakáin, al noroeste del país. Los hechos incluyeron masacres, violaciones y la quema de las viviendas de los rohinyá.
Las acciones que han sido calificadas de genocidio por la Organización de las Naciones Unidas dejan un saldo de alrededor de 725.000 desplazados por la violencia y 25.000 muertos.
Estos hechos han convertido a los rohinyá, según el periodista español Alberto Masegosa, en «la minoría étnica y religiosa más perseguida del planeta». «Los ronhinyá fueron víctimas de una jauría militar y popular que perpetró miles de asesinatos, la destrucción de cientos de sus aldeas, la violación de sus mujeres, el exterminio de sus ganados, la quema de sus campos de cultivo. Huyendo del horror, 700.000 miembros de la comunidad se refugiaron en la vecina Bangladés, con cuyos habitantes comparten lengua y etnia (la bengalí) y religión (el islam) pero que, como Birmania, les niega el derecho a la ciudadanía. Ninguno de los dos países considera a los ronhinyá como suyos. A los rohinyá no los quiere nadie». «En la  actualidad [mediados de 2018], cerca del noventa por ciento de los 2.250.000 rohinyá contabilizados… permanecen fuera del país. Ninguno de los pueblos que en el siglo XX sufrieron operaciones de limpieza étnica, de manual o no, con indicios, o más que indicios, de genocidio… fue arrancado de raíz de su tierra en esa proporción». El Premio Nobel de la Paz Desmond Tutu calificó el caso de los rohinyá como «un genocidio a cámara lenta».

## Antecedentes
Birmania es un país con mayoría budista (en torno al 90% de la población), con pequeñas minorías de otras religiones, incluyendo a la de musulmanes (4%), la mayoría de los cuales tienen prohibido votar y se les niega la ciudadanía (a excepción de los kamanes). La nación está dominada por su mayoría étnica, los bamar (68%), que son budistas.
El pueblo rohinyá ha sido descrito como «uno de los menos queridos del mundo» y «una de las minorías más perseguidas del mundo». Los rohinyás están privados del derecho a la libre circulación y a la educación superior. Además, se les ha negado la ciudadanía birmana desde que se promulgó la ley de nacionalidad birmana. No se les permite viajar sin permiso oficial y antes estaban obligados a firmar un compromiso de no tener más de dos hijos, aunque la ley no se aplicó de forma estricta. Los rohinyás también han perdido una gran cantidad de tierra cultivable, que ha sido confiscada por los militares para dársela a los budistas de otros lugares de Birmania.

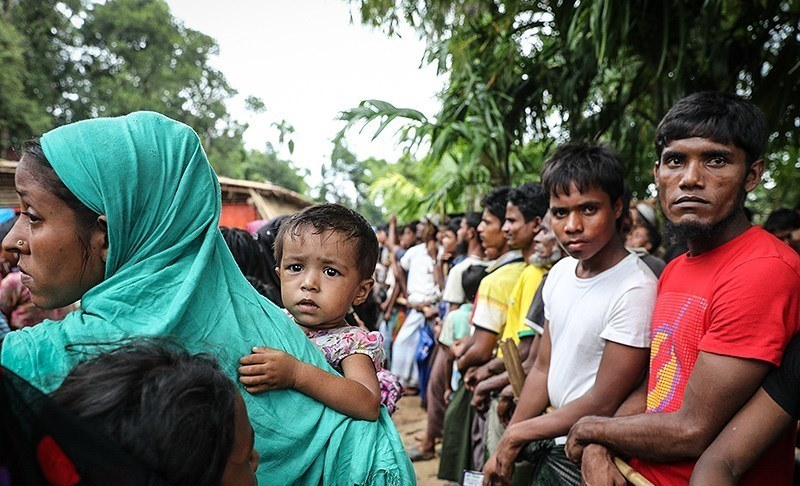
Rohinyás en el campo de refugiados de Kutupalong en Bangladés (2017).

La persecución actual de los musulmanes rohinyás en Birmania se remonta a los años setenta, siendo perseguidos por las dictaduras militares y los budistas nacionalistas. Según Amnistía Internacional, los rohinyás han sufrido violaciones de derechos humanos bajo las dictaduras militares birmanas desde 1978, y muchos han huido al país vecino de Bangladés como resultado. 
En 2012 se produjeron disturbios en el estado de Rakhine, después de que tres rohinyá violaran a una mujer budista y de que una multitud quemara como represalia un autobús en el que diez viajeros musulmanes murieron calcinados. Durante los disturbios murieron cientos de personas de ambos bandos y cerca de 150.000 rohinyás huyeron a Bangladés.
En 2014 los rohinyá fueron excluidos del censo que se realizó ese año por lo que ya no pudieron votar en las elecciones de 2015. Así los rohinyá fueron a partir de entonces además de innombrables ―los diplomáticos destinados en Birmania son reconvenidos por las autoridades birmanas si utilizan el término “rohinyá” para referirse a ellos―, incontables, pues «nunca serían ya incluidos en ningún censo».
En las elecciones de 2015, que fueron ganadas por la Liga de Aung San Suu Kyi, la comisión electoral anuló decenas de candidaturas de musulmanes y les negó el derecho al voto a alrededor de medio millón de ronhinyá que en las elecciones de 2010 habían podido votar con un permiso de residencia. En la Asamblea Nacional resultante ya no hay ningún diputado rohinyá ni musulmán como sí que los había habido durante todas las elecciones anteriores celebradas en Birmania.
Tras las elecciones de 2015 se produjo un nuevo episodio de la violencia sectaria en el estado de Rakáin que desembocó en la crisis de los refugiados rohinyá de 2015. En esta ocasión miles de rohinyá huyeron por barco a Malasia, produciéndose la muerte de varios centenares de personas.
A partir de la crisis la organización armada rohinyá ARSA recibió el apoyo de los consejos de notables por lo que muchos jóvenes de las aldeas se integraron en la organización. Así se produjo su primera acción armada que tuvo lugar el 9 de octubre de 2016 y que consistió en el ataque simultáneo por parte de 400 combatientes de tres puestos de la Policía de Guardia Fronteriza birmana situados en el norte de Arakan y en el que resultaron muertos nueve policías y ocho atacantes. Con esta acción el ARSA consiguió apoderarse de más de cincuenta armas automáticas además de abundante munición. Al mismo tiempo hubo insurrecciones en algunos poblados rohinyá, que fueron reprimidas por el ejército birmano (Tatmadaw) ―produciéndose muertos entre los sublevados― y varias aldeas fueron arrasadas como represalia.

## Hechos

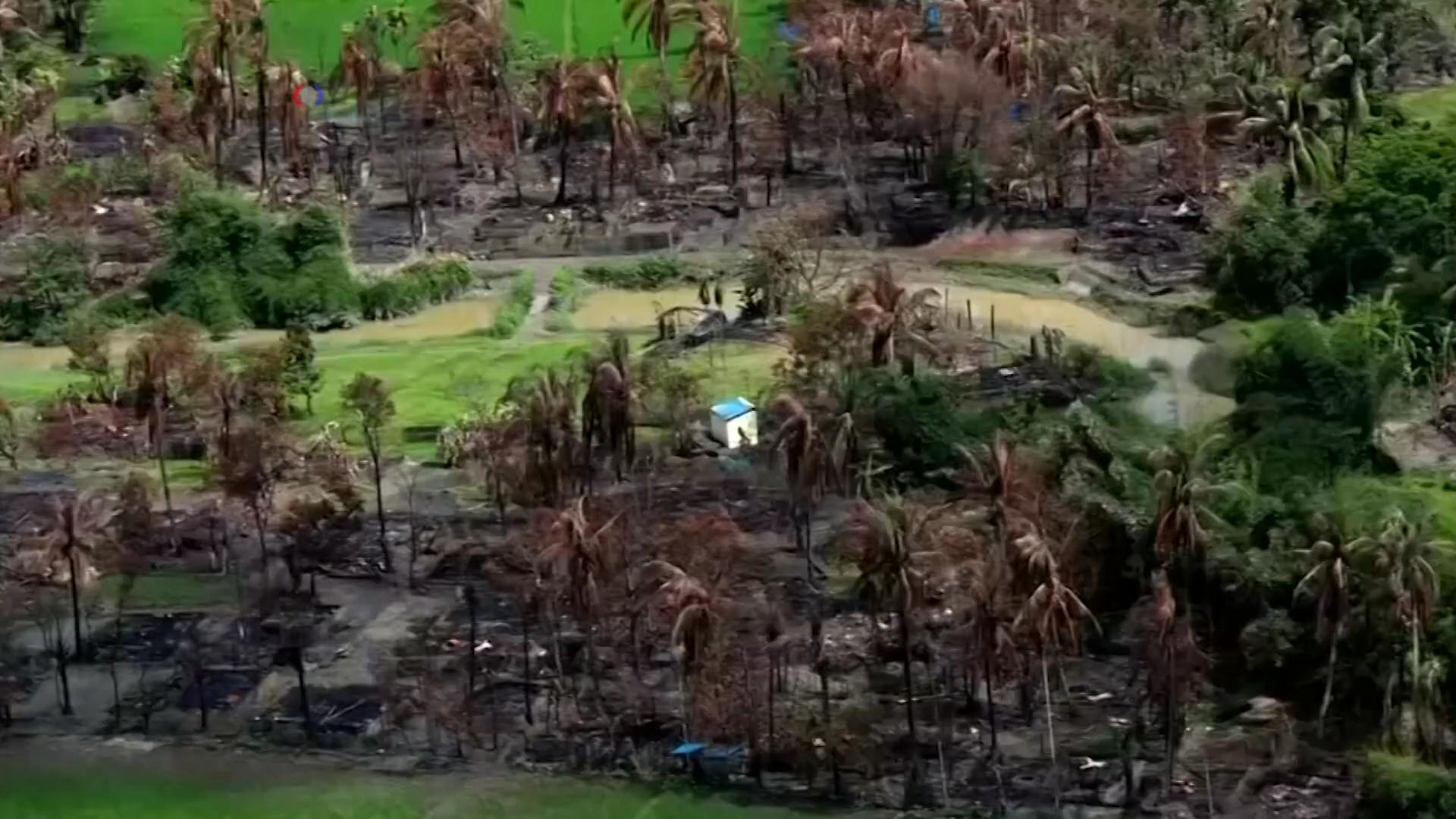
Vista aérea de una aldea rohinyá arrasada (septiembre de 2017).

El 25 de agosto de 2017 el ARSA realizó un nuevo ataque de características similares al del 9 de octubre del año anterior. Esta vez los objetivos fueron alrededor de 30 puestos militares ―y al parecer atacaron también algunas aldeas de rohinyá hindúes, que son una minoría muy reducida de la población rohinyá―. Según Alberto Masegosa, «la respuesta fue un castigo colectivo al pueblo rohinyá». «Desde el genocidio del Jemer Rojo de los setenta del siglo XX en Camboya no se había visto nada igual en el sudeste asiático. Las atrocidades perpetradas en las semanas posteriores al ataque del 25 de agosto de 2017 compartieron estrategia con la Alemania nazi… Fue la versión local de… ‘la solución final’».
Según las autoridades birmanas en los ataques habrían muerto trece policías y militares birmanos, mientras que habría habido más de 400 bajas entre los atacantes, sin que las fuerzas gubernamentales hubieran disparado contra civiles. Pero lo cierto fue que según los testigos miles de rohinyá desarmados o armados con aperos de labranza murieron a manos de las fuerzas gubernamentales y de las milicias radicales rakéin, unos a causa de disparos, otros calcinados al ser incendiadas sus casas. Médicos sin Fronteras estimó en cerca de 7.000 el número de muertos. También hubo violaciones masivas de mujeres rohinyá por parte de los soldados birmanos y milicianos rakéin.
Las aldeas rohinyá y los campos de cultivo fueron arrasados como mostraban las fotografías tomadas por satélite en las que solo se podían apreciar manchas oscuras donde antes había habido poblados y terrenos de labranza. Se estimó que habían sido eliminadas más de 300 aldeas. La versión de las autoridades birmanas fue que las aldeas y los campos de cultivo habían sido quemados por los propios rohinyá en su deseo de inmolarse y presentarse como víctimas inocentes. Para evitar testigos las autoridades expulsaron de Arakan a las ONG y a los periodistas. En febrero de 2018 nuevas fotografías tomadas por satélite mostraban maquinaria pesada terminando de devastar el territorio rohinyá. Por su parte Amnistía Internacional denunció que el ejército birmano se proponía construir en esos terrenos tres nuevas bases militares.

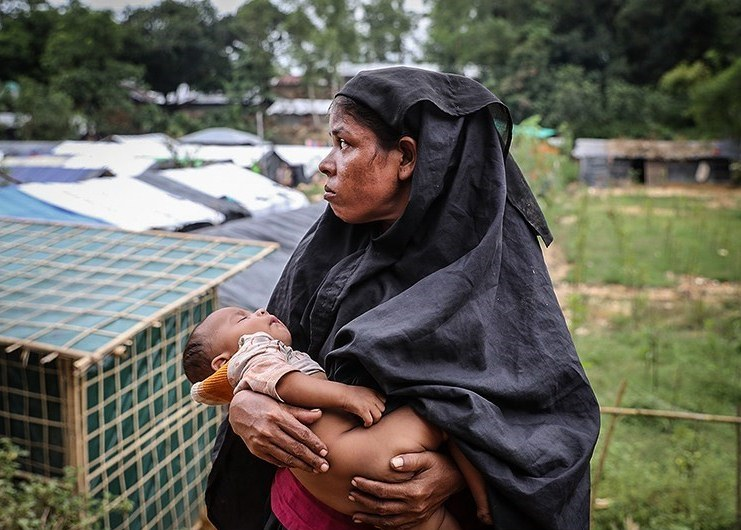
Mujer rohinyá con su hijo en el campo de refugiados de Kutupalong (Bangladés)

El periodista español Alberto Masegosa recoge el testimonio de Shafika Noor, una mujer madre de tres hijos refugiada en el campo de Kutupalong:

Shafika recuerda que estaba en su vivienda con [su marido] Mohd cuando oyeron disparos y gritos en su aldea, junto al mercado de Tanng. Salieron y vieron que los soldados empezaban a quemar casas y a disparar a lo que se movía. Sin margen de reacción, su marido fue alcanzado por disparos de armas automáticas. “Le acribillaron delante de mí”, asegura. A Shafika le preocupa que no pudiera enterrar a Mohd. “Todavía no sé qué hicieron los soldados con el cadáver de mi marido. El último recuerdo que conservo de él es que estaba agonizando. Los soldados nos apartaron a los vecinos, no nos dejaron atender a los heridos ni recoger a los muertos para enterrarlos y que tuvieran un funeral”, dice».

El diario español La Vanguardia aporta el testimonio de una joven madre de 25 años que dio a luz durante su huida en una barca a Bangladés:

Cuando estalló la violencia, mi esposo fue capturado y no sé si está vivo o muerto. Nos sacaron de nuestras casas, las incendiaron y nos golpearon. Cuando huimos, mi embarazo estaba muy avanzado. Salí con mi hijo y otra mujer, con la que perdí el contacto durante el viaje. Caminamos varios días por el bosque. Nos moríamos de hambre y sobrevivimos gracias a las hojas de los árboles que comimos. Dormimos en el monte y al final embarcamos en un bote que nos llevó a Bangladesh.

Los cientos de miles de rohinyá expulsados de sus hogares ―unos 700.000― huyeron a Bangladés en donde se establecieron en inmensos campos de refugiados improvisados que carecían de los más elementales servicios como agua potable, electricidad o alcantarillado. El campo más grande se levantó en el distrito de Kutupalong, a cuatro kilómetros de la frontera con Birmania y que ya existía en 1978, año del primer éxodo rohinyá. En marzo de 2018 la ONU Humanitarian Response cifraba en 900.000 el número de personas que atendía en los campos y denunciaba que las infraestructuras básicas instaladas en el otoño anterior ―accesos a agua potable y electricidad, letrinas― eran insuficientes para atenderlas y que se estaban extendiendo los casos de cólera y difteria a pesar de la intensa campaña de vacunación. También denunciaba la existencia de mafias en los campos y los altos índices de violencia que se estaban registrando. Asimismo advertía del peligro que supondría para los campos la llegada de las lluvias monzónicas que podían provocar desplazamientos de tierras de las frágiles colinas donde se asentaban.

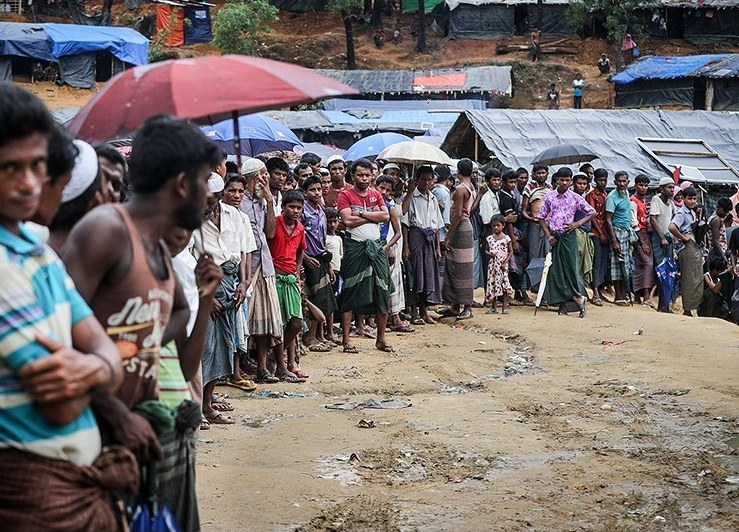
Rohinyá en el campo de refugiados de Kutupalong (Bangladés).

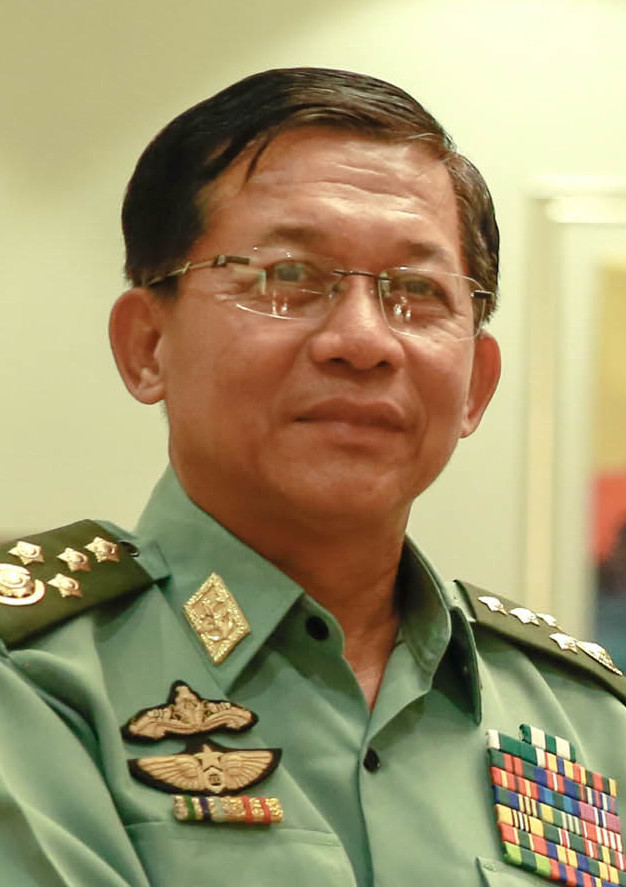
El general Min Aung Hlaing, «arquitecto» de la «cacería de los rohinyá»

El «verdugo» de los rohinyá ha sido el general Min Aung Hlaing, comandante en jefe del Ejército, bajo el gobierno de Aung San Suu Kyi. Fue el «arquitecto» de la «cacería de los rohinyá» iniciada en 2016 y que tuvo su punto álgido en 2017. En este último año proclamó en el día nacional en Naipyidó, la nueva capital birmana, «tenemos la obligación de hacer lo que debemos, de acuerdo con la ley». Tras  los ataques a los ronhinyá de agosto de 2017 y durante una visita que realizó a Arakan felicitó a los soldados birmanos por «preservar la paz y la seguridad» y mencionó un refrán birmano que dice que «una raza no puede ser borrada de la faz de la tierra si no es por otra raza».
El Alto Comisionado de las Naciones Unidas para los Derechos Humanos Zeid Ra'ad Al Hussein informó pocos días después de producirse los hechos que lo que había sucedido había sido una operación de «limpieza étnica de manual». Una «operación brutal, generalizada y sistemática» de las fuerzas de seguridad birmanas y las milicias rakéin, que «posiblemente» podría considerarse como crimen de guerra, y en la que había indicios de genocidio. Pero la presidenta de facto del gobierno birmano, la Premio Nobel de la Paz Aung San Suu Kyi, negó que hubiera habido limpieza étnica, alegando que «también han muerto budistas». Por su parte el ejército birmano justificó la operación contra los rohinyás como una respuesta a los actos violentos perpetrados por los rebeldes del Ejército de Salvación Rohinyá de Arakán (ARSA).
El viernes 27 de diciembre de 2019 la Asamblea General de la ONU condenó las violaciones de los derechos humanos de los rohinyá por parte del gobierno birmano.

## Consecuencias
En agosto de 2017, en pleno proceso de «limpieza étnica», el papa Francisco hizo un llamamiento a favor de los rohinyá desde la plaza de San Pedro:

Llegan noticias tristes de los rohinyá. Van de un sitio a otro porque no les quieren. Son buenos. No son cristianos. Son gente pacífica. Son nuestros hermanos y hermanas y desde hace años sufren, son torturados, asesinados, simplemente por su fe musulmana

Sin embargo, cuando tres meses después, a finales de noviembre de 2017, visitó Birmania, el papa no mencionó a los rohinyá. Solo llegó a decir que esperaba que el futuro de Myanmar fuera de paz, «una paz basada en la dignidad y los derechos de cada una de las comunidades que consideren que tienen su hogar en el país». Pero cuando tras su estancia en Birmania viajó a Bangladés, allí se entrevistó con un grupo de refugiados rohinyá a los que les dijo: «la presencia de Dios hoy se llama rohinyá».

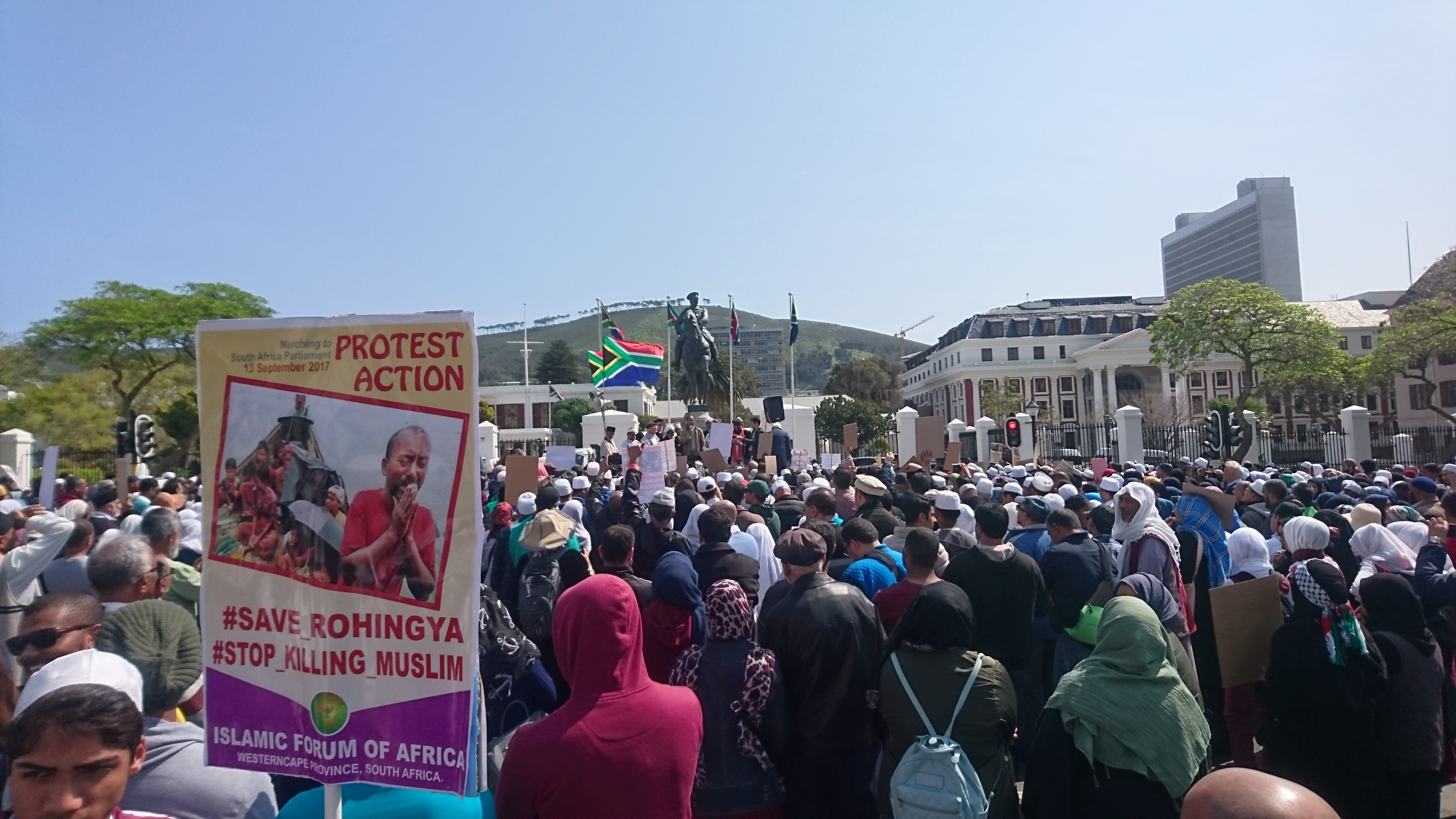
Protestas en Ciudad del Cabo contra la persecución de los rohinyá (septiembre de 2017).

En noviembre de 2017 los gobiernos de Bangladés y Birmania llegaron a un acuerdo para la repatriación de los rohinyás a partir de enero de 2018, pero después de esa fecha ningún rohinyá había vuelto, entre otras razones, por la falta de seguridad de que el gobierno birmano respetara sus derechos. Un temor que se vio confirmado cuando se conoció la decisión del gobierno birmano de construir una valla en la frontera con Bangladés. Por su parte el gobierno de este país propuso asentar a 100.000 de los refugiados ronhinyás en una deshabitada y fangosa isla de la bahía de Bengala.
La represión militar contra el pueblo rohinyá ha provocado críticas de las Naciones Unidas, del grupo de derechos humanos Amnistía Internacional, del Departamento de Estado de los Estados Unidos, del gobierno del país vecino de Bangladés y del gobierno de Malasia, a donde muchos refugiados rohinyás han huido. La jefa de gobierno de facto de Birmania, Aung San Suu Kyi, ha sido particularmente criticada por su inacción y silencio sobre el tema y por hacer poco para prevenir los abusos militares.
En noviembre de 2018 el gobierno de Bangladés intentó iniciar la repatriación de los refugiados pero tuvo que suspenderla al no querer ninguno de ellos volver a Birmania. «No regresaremos sin nuestra ciudadanía y derechos», rezaban en el campamento 22 del área de Unchi Prang las pancartas de algunos de los manifestantes que recibieron a las autoridades bangladeshíes. Mientras tanto las condiciones de vida en los campos de refugiados seguían siendo durísimas.
En diciembre de 2020 comenzó el traslado de los refugiados rohinyás a una isla desierta cercana a la costa, habilitada por el gobierno de Bangladés para acogerlos. A principios de 2022 ya habían sido trasladadas a la isla unas 17 000 personas, en la mayoría de los casos bajo coacción, mientras que la situación en los campos seguía siendo insostenible, agravada por incendios e inundaciones.